# Chikurin-ji
Le Chikurin-ji` (竹林寺) est un temple bouddhiste situé dans la ville d'Ikoma, préfecture de Nara au Japon.

## Histoire
Le temple aurait été fondé au VIIIe siècle par le fameux moine japonais Gyōki (行基) qui y est d'ailleurs enterré. L'urne d'argent qui contient ses restes a été trouvée au temple en 1255. L'urne d'argent est à présent classée Trésor national du Japon.